# Anne Müller
Anne Müller, née le 5 juillet 1983 à Wattenscheid, est une handballeuse allemande.

## Palmarès

### Club
compétitions internationales 
- vainqueur de la coupe Challenge en 2005 (avec Bayer Leverkusen)

 compétitions nationales 
- vainqueur de la coupe d'Allemagne en 2002 et 2010 (avec Bayer Leverkusen) et 2014 (avec HC Leipzig)
- finaliste de la coupe d'Allemagne en 2005 (avec Bayer Leverkusen)

### Sélection nationale
championnat du monde
- médaille de bronze du Championnat du monde 2007,  France
- 6e du Championnat du monde 2005,  Russie

championnat d'Europe
- 4e Championnat d'Europe 2006,  Suède

autres
- début en Équipe d'Allemagne le 4 mars 2005 contre la Croatie